# Geraldine Roman
Pour les articles homonymes, voir Roman.
 (octobre 2020).
Le contenu est difficilement compréhensible vu les erreurs de traduction, qui sont peut-être dues à l'utilisation d'un logiciel de traduction automatique.
Geraldine Batista Roman, née le 23 avril 1967 est une journaliste et femme politique philippine, députée de la première circonscription de la province de Bataan depuis 2016. Elle est la première personne transgenre élue au Congrès des Philippines. Mentionnée dans le classement 2016 des cent penseurs mondiaux les plus influents (« 100 Leading Global Thinkers ») par le magazine américain Foreign Policy, elle est aussi classée parmi les « treize femmes les plus inspirantes » (« 13 Inspiring Women ») de l'année 2016 par le magazine Time.

## Biographie
Geraldine Roman, née en 1967, était la deuxième de quatre enfants nés dans la famille des politiciens Herminia Roman et Antonino Roman, Jr. Elle a passé sa petite enfance à Orani, Bataan. Elle a été taquinée par ses camarades de classe mais son père lui a appris à être confiante.
Roman a fréquenté l'unité d'éducation de base de l' Université Ateneo de Manila pour ses études élémentaires et secondaires. Pour ses études collégiales, elle a fréquenté l' Université des Philippines Diliman. Elle a réussi à obtenir une bourse pour faire du journalisme à l'université du Pays basque en Espagne et a obtenu deux diplômes de maîtrise. Elle a travaillé en Espagne comme rédactrice en chef pour l'agence de presse espagnole avant de retourner aux Philippines en 2012 pour prendre soin de son père, qui était gravement malade à ce moment-là.

## Carrière politique

### Congrès
Lors des élections philippines de 2016, Roman s'est présentée sous la bannière du Parti libéral pour le poste de premier représentant du district de Bataan à la Chambre des représentants. Elle a concouru contre le maire Hermosa Danilo Malana d'Aksyon Demokratiko et a gagné avec plus de 62% du total des voix et est devenue la toute première membre du Congrès transgenre au Congrès des Philippines. Roman a succédé à la titulaire, sa mère Hermina Roman, qui avait un mandat limité.
Elle, avec d'autres législateurs élus (collectivement connus sous le nom de «champions de l'égalité»), a lancé l'adoption du projet de loi anti-discrimination sur la base de l'orientation sexuelle et de l'identité de genre (maintenant connu sous le nom de loi SOGIE sur l'égalité) par le biais d'un discours à la Chambre des représentants qui ont recueilli un soutien international pour les droits des LGBT aux Philippines. Elle a également déposé des projets de loi concernant l'écotourisme, l'amélioration des moyens de subsistance, les progrès de l'agriculture, la santé et l'éducation, qui étaient les défenseurs de sa famille, et se concentraient sur le premier district de Bataan. Elle a été nommée l'une des "13 femmes inspirantes de 2016" par le magazine Time en octobre 2016,. Elle a quitté le Parti libéral en mai 2017 et a été transférée au PDP-Laban, l'actuel parti politique au pouvoir aux Philippines, pour accélérer l'adoption par la Chambre des projets de loi qu'elle soutenait. En septembre 2017, le projet de loi SOGIE sur l'égalité a été adopté à l'unanimité à la Chambre des représentants, après 17 ans de limbes politiques, sans que les législateurs n'aient voté contre. En janvier 2018, Roman, avec le président de la Chambre, a déposé le projet de loi 6595 (le projet de loi sur le partenariat civil), qui vise à légaliser les unions civiles, quel que soit le sexe. En février, Roman est devenue la première fonctionnaire transgenre des forces armées des Philippines. En août 2018, elle a déposé la loi sur le Conseil régional des investissements et des infrastructures, qui visait à créer des zones économiques spéciales à Luzon. En septembre, Roman est devenue la première présidente du comité du nouveau comité de la Chambre sur la gestion des catastrophes. En octobre, elle a de nouveau fait pression pour le projet de loi sur l'union civile entre personnes du même sexe, ajoutant que "le ciel ne tombera pas" si le projet de loi est adopté. Au cours du même mois, elle a déposé son certificat de candidature à la réélection dans son district. En novembre 2018, lors de la première réunion du comité de la Chambre sur la gestion des catastrophes qu'elle préside, Roman a donné la priorité à la réhabilitation de la ville islamique de Marawi, ravagée par la guerre.
Aux élections philippines de 2019, Roman s'est présentée sous la bannière PDP-Laban pour le poste de premier représentant du district de Bataan à la Chambre des représentants . Elle a concouru contre Emelita Justo Lubag de Katipunan ng Demokratikong Pilipino et a gagné avec 91% du total des voix.

### Membres des comités
- Anciens combattants et bien-être social, présidente
- Femmes et égalité des sexes, vice-présidente
- Crédits, membre de la majorité
- Changement climatique, membre de la majorité
- Lutte contre la pauvreté, membre de la majorité
- Objectifs de développement durable, membre de la majorité

### Mesures législatives rédigées
- HB05225 : Loi rendant obligatoire la fourniture d'un accès à internet wi-fi gratuit dans les espaces publics. Statut : Loi de la République RA10929 promulguée le 02/08/2017
- HB05563 : Loi déclarant le 21 avril de chaque année un jour de fête spécial non travaillé dans la municipalité d'Orani, province de Bataan, en commémoration de son anniversaire de fondation, à nominer de « journée de la fondation orani » ; Statut : Loi de la République RA11145 promulguée le 09/11/2018
- HB06178 : Une loi déclarant le 11 janvier de chaque année un jour de vacances spécial non travaillé dans la province de Bataan en commémoration de son anniversaire de fondation, à nominer de « journée de la fondation bataan » ; Statut : Loi de la République RA11138 promulguée le 09/11/2018
- HB07525 : Loi augmentant la pension mensuelle des anciens combattants seniors modifiant le RA 6948, tel que modifié ; Statut: Loi de la République RA11164 promulguée le 20/12/2018
- HB08636 : Loi institutionnalisant un programme national intégré de lutte contre le cancer et affectant des fonds à cet effet ; Statut: Loi de la République RA11215 promulguée le 14/02/2019
- HB08794 : Loi définissant le harcèlement sexuel fondé sur le genre dans les rues, les espaces publics, en ligne, les lieux de travail et les établissements d'éducation ou de formation, fournissant des mesures de protection et en prescrit des pénalités ; Statut: Loi de la République RA11313 promulguée le 17/04/2019

### Positions politiques

#### Fédéralisme
Roman a exprimé son soutien à une forme de gouvernement fédéral aux Philippines, mais a déclaré qu'elle introduirait une clause qui vise à garantir l'intégrité territoriale du pays car elle perçoit qu'un système fédéral sans une telle clause conduira au séparatisme en raison des diverses ethnies du pays. groupes, géographies et régionalisme. Elle a cité le système fédéral espagnol comme une référence possible pour les perspectives fédérales des Philippines.

#### Habeas corpus
Roman a voté en faveur d'un projet de loi visant à rétablir la peine de mort aux Philippines lors de sa dernière lecture le 29 mars 2017, qui a suscité des critiques en ligne. Elle a expliqué qu'elle avait besoin de faire des compromis pour que ses autres plaidoyers et projets se concrétisent. Auparavant, elle a exprimé son opposition au projet de loi et a appelé au respect des droits des condamnés à la réforme. Roman a mené une enquête pour évaluer les opinions de ses électeurs dans le premier district de Bataan et 85% des participants à une enquête qu'elle a menée étaient favorables à la peine de mort.

#### Mariage de même sexe
Roman est le vice-président du Comité des femmes et de l'égalité des sexes de la Chambre des représentants des Philippines. Elle soutient les unions civiles homosexuelles aux Philippines, mais a déclaré que la première priorité devrait être une loi anti-discrimination, suivie d'une révision du code de la famille. Elle croit qu'à l'heure actuelle, un projet de loi sur l'égalité du mariage ne sera pas adopté au Congrès, en raison du statu quo actuel, c'est pourquoi faire campagne pour cela devrait être une priorité absolue dans les décennies à venir. En septembre 2017, le projet de loi SOGIE sur l'égalité a été adopté à la Chambre. À la fin de 2017, Roman a déposé un projet de loi sur l'union civile qui s'adresse à la fois aux couples hétérosexuels et aux couples non hétérosexuels. Le projet de loi est soutenu par la majorité des législateurs de la Chambre des représentants, y compris le président de la Chambre.

#### Services de santé
Roman est membre du Comité de la santé de la Chambre des représentants. Elle a déposé un projet de loi sur l'Institut du cancer à la Chambre qui a été adopté en février dernier de cette année ainsi qu'un projet de loi pour les soignants. Roman soutient la loi sur la santé mentale, qui a été adoptée en 2017. Elle a déposé un projet de loi sur la classification des hôpitaux qui vise à normaliser l'équipement, les installations et les services des hôpitaux en fonction de leur niveau de classification.

#### Droits des anciens combattants
Roman est un défenseur des droits des anciens combattants aux Philippines. Elle est la présidente sortante du Comité des anciens combattants et du bien-être de la Chambre des représentants. Elle a déposé un projet de loi visant à augmenter la pension mensuelle des anciens combattants philippins.

#### Tourisme
Roman est une passionnée d'histoire, de culture et d'environnement. Elle a déclaré que son amour pour la culture et l'environnement s'était développé à la maison et s'était perfectionné pendant ses près de 20 ans de séjour en Espagne, où elle a beaucoup appris sur l'histoire et a obtenu deux diplômes de maîtrise. Elle a déposé des factures pour la protection et la conservation de nombreux sites touristiques dans le premier arrondissement de Bataan.

#### Éducation
Roman soutient l'enseignement supérieur aux Philippines. Elle a déposé le projet de loi UNIFAST (Unified Student Financial Assistance System for Tertiary Student) à la Chambre des représentants. De plus, elle a déposé un projet de loi qui vise à obliger le gouvernement à ouvrir tous ses livres au peuple via une bibliothèque en ligne.

#### Droits des peuples autochtones
Roman a déposé un projet de loi visant à accroître la représentation des peuples autochtones au sein de l'Autorité métropolitaine de Subic Bay, près de sa province d'origine, Bataan.

#### Agriculture et aquaculture
Roman a déposé des projets de loi sur la durabilité de l'agriculture et de l'aquaculture dans la province de Bataan. Elle a également déposé la redistribution des terres publiques et des terres urbaines pour les terres agricoles.

## Carrière militaire
Roman est le premier officier militaire transgenre et réserviste des forces armées des Philippines à être nommé lieutenant-colonel,,.

## Vie privée
Dans les années 1990, Roman a subi une opération de changement de sexe à l'âge de 26 ans à New York et a vu son nom légalement changé. Elle a été encouragée par les prêtres jésuites de son école, qui ont dit «Géraldine, le corps n'est qu'une coquille». Son sexe a été légalement changé en «femme» par une procédure judiciaire,.
Le partenaire de Roman est un Espagnol en Espagne ; ils ne sont pas mariés. En plus de son tagalog natal, elle parle également anglais, espagnol, français et italien[réf. nécessaire]. Elle est membre de l' Académie philippine de la langue espagnole. Elle est une catholique pratiquante.

## Prix et reconnaissances
- 100 Leading Global Thinkers of 2016 par le magazine américain Foreign Policy [25]
- Fait partie de la liste « Inspiring Women of 2016 » du magazine Time [4]